# Bionicle
Bionicle este o linie de jucării, filme, jocuri creată de Grupul Lego, pentru vârstele 7–17. Primele jucării Bionicle au fost lansate în ianuarie 2001, în Europa.
Bionicle este un cuvânt compus construit din cuvintele englezești "biological" (biologic) și "chronicle" (cronicar).
De asemenea s-au realizat mai multe filme de animație inspirate din această linie de jucării:
- 2003 Bionicle 1 Mask of Light
- 2004 Bionicle 2 Legends of Metru-Nui
- 2005 Bionicle 3 Web Of Shadows
- 2009 Bionicle The Legend Reborn (Bionicle: Renașterea legendei)

## Descriere generală
Jucăriile sunt personaje diferite. Personajele din linia de jucării sunt bazate pe mitologia polineziana și un set de elemente clasice. Cele mai multe personaje –> eroii protectori Toa, înțelepții Turaga, și ființele normale, Matorani – aparțin unui element și sunt identificați cu fiecare culoare și prefix al elementului:
- Personajele roșii sunt de obicei identificate ca aparținând focului, element care are prefixul "Ta-"
- Personajele albastre sunt de obicei identificate ca aparținând apei, element care are prefixul "Ga-"
- Personajele verzi sunt de obicei identificate ca aparținând aerului, element care are prefixul "Le-"
- Personajele galbene sau maro sunt de obicei identificate ca aparținând pietrei, element care are prefixul "Po-"
- Personajele negre sunt de obicei identificate ca aparținând pământului, element care are prefixul "Onu-"
- Personajele albe sunt de obicei identificate ca aparținând gheței, element care are prefixul "Ko-"

Sufixul "-koro" înseamnă "oraș", iar sufixul "-wahi" reprezintă un tărâm. 
Prefixele si sufixele sunt folosite cel mai mult pentru identificarea Matoranilor și a locului unde locuiesc. Astfel, un Ta-Matoran locuiește în Ta-Wahi, posibil în Ta-Koro (Ta-Wahi este tărâmul focului, iar Ta-Koro este orașul focului)

## Personajele principale
- Toa : Eroii principali ai poveștii, și totodata eroii destinați Marelui Spirit Mata Nui. Toți Toa poartă Măști de Putere și contoleaza elemente ale naturii.
- Matoranii : Cea mai răspândita rasă din Universul Bionicle, Matoranii, nu sunt foarte puternici dar de multe ori fac fapte brave.

Jaller,un Fire-matoran(element de foc)
Hahli,un Water-matoran(element de apa)
Matoro,un Ice-matoran(element de gheata)
Kongu,un 
Nuparu
Hewki
- Turaga : Foști Toa, Turaga sunt îndrumătorii Koro-urilor.
- Makuta : Cel care l-a atacat pe Marele Spirit Mata Nui și l-a făcut să-și piardă cunoștința, Makuta este una dintre cel mai puternice creaturi și chiar fratele Marelui Spirit. El este inamicul nr. 1 din Universul Bionicle. El este lider în Frăția Makuta, plină cu creaturi asemănătoare cu el, al căror scop este să distruga Marele Spirit Mata Nui .
- Vânătorii Întunecați: Vânătorii Întunecați sunt o organizație de vânători de recompense și mercenari.
- Ordinul Mata Nui: O organizație secretă dedicată servirii spiritului Mata Nui.

## Capitolele poveștii
Bionicle. Capitolul 1: Căutarea măștilor
Șase eroi Toa trebuie să descopere cum să lucreze împreună pentru a salva insula paradis Mata Nui de la distrugere de catreumbrele lui Makuta. Ei sunt Toa Mata. Numai ascunsele Măști Kanohi ale Puterii le vor da destulă putere celor 6 Toa pentru a se confunta cu bestiile Rahi infectate de către Makuta și să aducă pacea pe insulă și între locuitorii Matorani.
Bionicle. Capitolul 2: Hoardele Bohrok
Fericiți datorită victoriei lor asupra lui Makuta, locuitorii insulei Mata Nui descoperă o nouă amenințare prin Hoardele Bohrok. "Gândaci" robotici, conduși de ciudate forme de viață numite Krana, aceste creaturi distrug insula. Toa și Matoranii lucrează împreună pentru a opri avansarea hoardelor Bohrok.
Bionicle. Capitolul 3: Toa Nuva și Bohrok-Kal
Bohrok au fost învinși. Sau nu? Sinistru transformați, Toa Mata devin Toa Nuva, cu arme și armuri noi, și au nevoie de toată puterea pe care o pot avea pentru a-i distruge pe Bohrok-Kal.
Bionicle. Capitolul 4: Masca Luminii
Doi Matorani, Takua Cronicarul, și Jala, numit apoi Jaller, Căpitanul Gărzilor, descoperă legendara Mască a Luminii, și pleacă în căutarea celui de-al Șaptelea Toa. Makuta își trimite monștrii să îi oprească pe cei doi de la descoperirea Toa-ului de Lumină. Dar întălnirea cu Makuta nu este singura surpriză din aventura celor doi... 
Bionicle. Capitolul 5: Legende despre Metru Nui
Cu mult timp în urmă, înainte de locuirea Matoranilor pe insula Mata Nui, Marele oraș Metru Nui era casa lor. Șase Matorani fuseseră transformați în Toa Metru, eroi cu misiunea de a salva orașul de la un lider fals și de la Vânătorii Întunericului.
Bionicle. Capitolul 6: Pânza de unbre
Cei sase Toa Metru se întorc în orasul Metru Nui pentru a salva Matoranii adormiți de Makuta. Însă, când ajung acolo, descoperă capsulele Matoranilor agățate pe pânze de paianjen Visorak. Transformați pe jumatate în bestii, Toa Metru devin Toa Hordika.Misiunea lor: sa îi înfrângă pe Sidorak si pe Roodaka cu ajutorul prietenilor lor Rahaga.Soarta Matoranilor adormiți depinde de Toa.
Bionicle. Capitolul 7: Voya Nui
Piraka s-au pus pe treabă. Pretinzând ca sunt Toa, șase "gangsteri" terorizează izolata insulă plutitoare Voya Nui și forțează Matoranii sa îi ajute la obținerea măștii Kanohi Ignika. Dar destinul a șase Matorani din Mata Nui va interveni între planurile diabolice pe care Piraka le vor pune în aplicare pentru a obtine Masca Vieții,acești bravi Matorani transformându-se în Toa Inika
Bionicle. Capitolul 8: Mahri Nui
Monștrii ciudați din adâncuri atacă orașul scufundat Mahri Nui. Masca Vieții cade de pe Voya Nui, scufundându-se în apele adânci și atrăgând după ea diabolicii monștrii Barraki. Toa Inika se scufundă după mască, transformându-se în Toa Mahri de către apele abisului.Orașul scufundat Mahri Nui se va afla în centrul unei bătălii dată între Barraki, Rahi, Toa, și gardienii închisorii "The Pit". 
Bionicle. Capitolul 9: Phantoka - Spirite ale aerului
Legendarii Toa Nuva ajung în masiva peșteră Karda Nui, în mijlocul unui conflict al cerului, dat între Matorani și niște creaturi asemănătoare cu liliecii, servind Frăția Makuta. Lipitorile umbrei au transformat majoritatea Matoranilor in niște creaturi întunecoase, forțând astfel Matoranii să se lupte între ei pentru putere.